# Damiso
Nella mitologia greca,  Damiso  era il nome di uno dei giganti, famoso per essere collegato ad Achille.

## Il mito
Damiso fra tutti i giganti conosciuti veniva considerato il più veloce, alla sua morte venne sepolto nella città di Pallene. Quando Chirone ebbe Achille come allievo notò che a quest'ultimo mancava un osso del piede, bruciato durante la cerimonia per renderlo invincibile ad opera di sua madre Teti, e decise di prenderlo proprio da quel gigante. Quando l'osso fu unito all'eroe egli acquistò la sua leggendaria velocità.

### Altre versioni
Una delle tante versioni del mito, vedeva Achille inseguito da Apollo e in quel mentre l'eroe perse l'osso di Damiso, perdendo la velocità e finendo per essere ucciso.